# Агнесса Бургундская (1407—1476)
Агнесса Бургундская (фр. Agnès de Bourgogne; 1407 — 1 декабря 1476) — дочь герцога Бургундского Иоанна Бесстрашного, представительница Бургундской ветви дома Валуа, жена Карла I де Бурбона с 1425 года.

## Происхождение
Агнесса Бургундская родилась в 1407 году в семье герцога Бургундского Иоанна Бесстрашного и его жены Маргариты Баварской. У неё было шесть сестёр и брат, будущий герцог Бургундии Филипп III Добрый.

## Брак и дети
17 сентября 1425 года в Отёне Агнесса Бургундская обвенчалась с Карлом де Бурбоном, графом де Клермон-ан-Бовези. В браке родилось одиннадцать детей:
- Жан (1426—1488) — 6-й герцог де Бурбон с 1456 года; был трижды женат, имел двоих сыновей.
- Мария (1428—1448) — замужем за Жаном II Лотарингским, родила четверо детей, из которых выжил один сын — Николя, будущий герцог Лотарингии.
- Филипп (1430—1440) — сеньор де Божё, умер молодым.
- Карл (1434—1488) — архиепископ Лионский, кардинал с 1476 года, как духовное лицо не имел права жениться, имел незаконнорождённую дочь Изабеллу.
- Изабелла (1436—1465) — замужем за герцогом Бургундским Карлом Смелым, мать Марии Бургундской.
- Луи (1438—1482) — князь-епископ Льежа с 1456 года, тайно женат на Катарине де Гельдерланд, основатель линии Бурбон-Бюссе.
- Маргарита (1438—1483) — замужем за Филиппом II Савойским, мать Луизы Савойской и Филиберта II Савойского.
- Пьер (1438—1503) — сеньор де Божё, 8-й герцог де Бурбон с 1488 года, женат на Анне Французской, имел двоих детей.
- Екатерина (ок. 1440—1469) — замужем за Адольфом Эгмонтом, имела двоих детей.
- Жанна (1442—1493) — замужем за Жаном IV Оранским, детей не имела.
- Жак (1445—1468).